# Bakombe II
Bakombe est un village de la Région du Littoral du Cameroun, situé dans la commune de Ngambe. 

## Population et développement
En 1967, la population de Bakombe II était de 147 habitants, essentiellement des Babimbi du peuple Bassa. La population de Bakombe II était de 90 habitants dont 48 hommes et 42 femmes, lors du recensement de 2005.  